# Музей спортивной славы (Казахстан)
Республиканский музей спортивной и Олимпийской славы — музей истории казахстанского спорта и спортивных достижений, расположен в городе Алма-Ате, расположенный в бывшем доме садовода Татаринова.

## Музей
Музей спортивной и олимпийской славы создан в 1972 году при Казахском государственном институте физической культуры.
В 1999 году после переезда Комитета по спорту и физической культуре в Астану музей переехал в Дом садовода Татаринова.
Экспонаты нового музея были собраны из фонда Музея спорта высших достижений в главном корпусе КазГАСТ, а также при поддержке Комитета по спорту и физической культуре, НОК РК, спортивных добровольных обществ ЦСКА и «Динамо», федераций по различным видам спорта.
В музее экспонируются кубки, медали, фотографии и иные раритеты казахстанских спортсменов, завоеванные ими на чемпионатах мира, Европы, крупнейших международных турнирах. Центральное место в экспозиции музея было отведено под Кубок Баркера, завоеванный В. Жировым на Олимпийских играх в Атланте (США) и присуждаемый лучшему боксеру олимпийского цикла. В настоящее время Кубок Баркера хранится в Музее Президента Казахстана.
В составе экспозиции музея три зала: «Независимый Казахстан», «Чемпионы мира, Европы и Азии» и «Здоровый образ жизни».

## Здание музея
Здание было построено в конце XIX века. Предположительно архитектором выступил П.В. Гурдэ. Позднее были сделаны пристройки с южной и западной сторон дома. Здание фигурирует в литературе как Казенный дом директора детского приюта, Дом вдовы полковника Сапожникова или Бывший дом садовода Татаринова.
После 1917 года сооружение было приспособлено под учреждения здравоохранения. Здесь располагалась санитарно-эпидемиологическая станция Алма-Аты.
В 1986 году была произведена комплексная реставрация здания по проекту архитектора В.М. Плисса.
С 1992 по 1999 годы в здании размещался Национальный Олимпийский комитет Казахстана.

### Архитектура
Здание представляет собой одноэтажный бревенчатый сруб из тянь-шаньской ели с мансардой и имеет в плане прямоугольное очертание. Здание установлено на кирпичном цоколе и каменном фундаменте. Стены оштукатурены и побелены.
Главный вход акцентирован крыльцом с козырьком большого выноса. Квадратный объем мансарды имеет четырехскатную крышу, поддерживаемую деревянными балочными конструкциями, которые покрыты кровельным железом, и слуховое окно. Строение по всему периметру венчает многопрофильный карниз из накладных досок.
Является памятником деревянного зодчества и образцом купеческой застройки города Верного.

### Статус памятника
10 ноября 2010 года был утверждён новый Государственный список памятников истории и культуры местного значения города Алматы, одновременно с которым все предыдущие решения по этому поводу были признаны утратившими силу. В этом Постановлении был сохранён статус памятника местного значения зданию дома садовода Татринова. Границы охранных зон были утверждены в 2014 году.